# 黄江镇
黄江镇，是中国广东省东莞市下辖的一个镇。总面积98平方公里，黄江镇下辖11个村，3个社区。黄江镇的工业以IT产业为主，精成、飞利浦、技嘉等IT大型企业均在此设立生产基地。2008年，全镇的国内生产总值为71.3亿元。2019年中国百强乡镇第52名。鎮人民政府駐莞樟路黃江段66號。

## 行政区划
黄江镇下辖以下地区：
新市社区、三新社区、田美社区、北岸社区、长龙社区、梅塘社区和宝山社区。

## 人口
根据第七次全国人口普查结果，黄江镇人口数量为28.34万人。